# Torre del Prospinal
La torre de Prospinal de Pina de Montalgrao, en la comarca del Alto Palancia, provincia de Castellón, España, es una torre de origen ibérico que está catalogada como Bien de Interés Cultural según consta en la Dirección General de Patrimonio Artístico de la Generalidad Valenciana, código RI-51-0010527.
La torre se ubica a menos de un quilómetro de la carretera de Sagunto a Teruel, en una parte correspondiente al altiplano de El Toro-Barracas, en la denominada Hoya de Huguet, por lo que a la torre se le denomina también “Hoya Huguet 2”, zona que también se conoce como “Los Castillicos”,  a unos 1022 metros sobre el nivel del mar.

## Historia
Se produjo el descubrimiento de la torre alrededor de los años 1940, mientras se roturaban nuevos campos para el cultivo. Esto es lo que ha provocado la ausencia de referencias bibliográficas sobre esta torre, pese a que está en un estado de conservación que podría considerarse como “aceptable”.
Se trata de una torre de origen ibérico, cuya construcción se puede datar entre los siglo IV-II a. C. Por las últimas excavaciones realizadas en la zona podría aventurarse que en la misma existía un asentamiento poblacional de época también ibérica, al igual que la torre. De las investigaciones se sabe que debía ser una zona habitacional consistente en una vivienda (lo que se ve reforzado por la cuantiosa cantidad de restos cerámicos encontrados en los junto a ella) o granero. Se sitúa a metros de 50 metros de la torre y presenta dos recintos de los que uno de ellos es cuadrado y el otro está anexo a él, entre ambos ocuparían una superficie de 11.50 por 3.5 metros.  Es por ello por lo que los expertos empiezan a barajar la hipótesis de que la torre no fuera un elemento defensivo único, sino que formara parte de un conjunto de torres y murallas, las cuales no solo defenderían el poblado ibérico de Castellar de Ragudo que se sitúa cercano a ella, sino que fuera parte de una más amplia estructura defensiva que abarcara un núcleo de población más amplio.
Ese conjunto de torres defensivas serían:
- Torre de Castillejos, también conocida como “Huguet 1”[5]  que es una torre de planta cuadrangular la cual, pese a ser de considerables dimensiones, actualmente se sitúa en el interior de la estructura arquitectónica de un corral.
- Torre de la Maceta, conocida como “Huguet 3”[5] de la cual, y estudiando los restos arqueológicas, se puede decir que también presentaba planta cuadrangular y que se encuentra abandonada y muy deteriorada.
- Torre de Orellana, también conocida como “Huguet 4”[5] descubierta en 1999, con planta rectangular, de la que quedan muy pocos restos que aún no se han estudiado convenientemente.
- La “Rochuela” o “Castillico”, del que quedan solo algunos restos de lo que debió ser su muralla y la estructura de la torre. Por restos cerámicos hallados en las excavaciones realizadas, se le considera de origen también ibérico.

Pese a todo, y por los estudios que se han llevado a cabo, los expertos consideran que es difícil hacer una datación de la torre más concreta.
Se llevó a cabo una primera fase de intervención en el año 1999, bajo la dirección del arqueólogo Miquel Cura-Morera, en la que se localizó un muro de aparejo de piedra de unos 80 centímetros de espesor que se localiza a unos dos metros de distancia de la torre, al que se le atribuyen funciones estructurales para la torre (servir de contrafuerte) y de falsabraga. Este descubrimiento permitió considerar la existencia de dos épocas constructivas diferentes, una que coincidiría con el momento en el que se produce el asentamiento, anterior a la construcción de la torre, que podría llegar a datarse en el siglo V a. C. y una segunda fase, más moderna, que se dataría alrededor del año 200 a. C. en la que la torre ya estaría construida, pero en la que los elementos defensivos como la falsabraga ya se habrían destruido.

## Descripción
Se trata de una construcción que presenta la estructura de una pequeña torre que se construyó directamente sobre la roca y a la que se rodeó con un muro de bloques de piedra de considerable tamaño, colocados sobre suelo arcilloso,  el cual se elevó una vez construida la torre. La base de la torre es de fábrica de  aparejo de piedra y sobre él se lleva a cabo el alzado de hiladas horizontales de piedras sillarejo.